# Vialote
Die Vialote (französisch: Ruisseau de Vialote) ist ein kleiner Fluss in Frankreich, der im Département Landes in der Region Nouvelle-Aquitaine verläuft. Er entspringt im Gemeindegebiet von Losse unter dem Namen Ruisseau de Bergonce, entwässert generell in südwestlicher Richtung durch das gering besiedelte Waldgebiet Landes de Gascogne und mündet nach rund 16 Kilometern an der Gemeindegrenze von Saint-Gor und Retjons als rechter Nebenfluss in den Estampon.

## Orte am Fluss
(Reihenfolge in Fließrichtung)
- Le Haou, Gemeinde Losse
- Bergonce, Gemeinde Bourriot-Bergonce
- Saint-Mézard, Gemeinde Saint-Gor